# Torneio Municipal de Futebol do Rio de Janeiro 1945
In 1945 werd de vierde editie van het Torneio Municipal de Futebol do Rio de Janeiro  gespeeld voor de clubs uit de stad Rio de Janeiro. De competitie werd gespeeld van 29 april tot 24 juni en ging vooraf aan het Campeonato Carioca dat een week later van start ging. Vasco da Gama werd overtuigend kampioen.

## Eindstand
| Plaats | Club          | Wed. | W | G | V | Saldo | Ptn. |
| ------ | ------------- | ---- | - | - | - | ----- | ---- |
| 1.     | Vasco da Gama | 9    | 9 | 0 | 0 | 41:10 | 18   |
| 2.     | Fluminense    | 9    | 5 | 2 | 2 | 21:18 | 12   |
| 3.     | Flamengo      | 9    | 5 | 1 | 3 | 33:23 | 11   |
| 4.     | Botafogo      | 9    | 4 | 2 | 3 | 23:16 | 10   |
| 4.     | America       | 9    | 3 | 4 | 2 | 26:18 | 10   |
| 6.     | Canto do Rio  | 9    | 4 | 1 | 4 | 18:11 | 9    |
| 7.     | Bangu         | 9    | 3 | 0 | 6 | 15:36 | 6    |
| 7.     | Madureira     | 9    | 2 | 2 | 5 | 16:20 | 6    |
| 7.     | São Cristóvão | 9    | 2 | 2 | 5 | 16:23 | 6    |
| 10.    | Bonsucesso    | 9    | 1 | 0 | 8 | 7:41  | 2    |

|  | Winnaar |

## Kampioen
| Torneio Municipal de Futebol do Rio de Janeiro 1945 |
| Rio de Janeiro                                      |
| --------------------------------------------------- |
| VASCO DA GAMA Kampioen (2° titel)                   |

## Topschutters
| Speler            | Speler  | Goals | Team     |
| ----------------- | ------- | ----- | -------- |
| Vlag van Brazilië | Pirillo | 15    | Flamengo |